# 艾克斯主教座堂

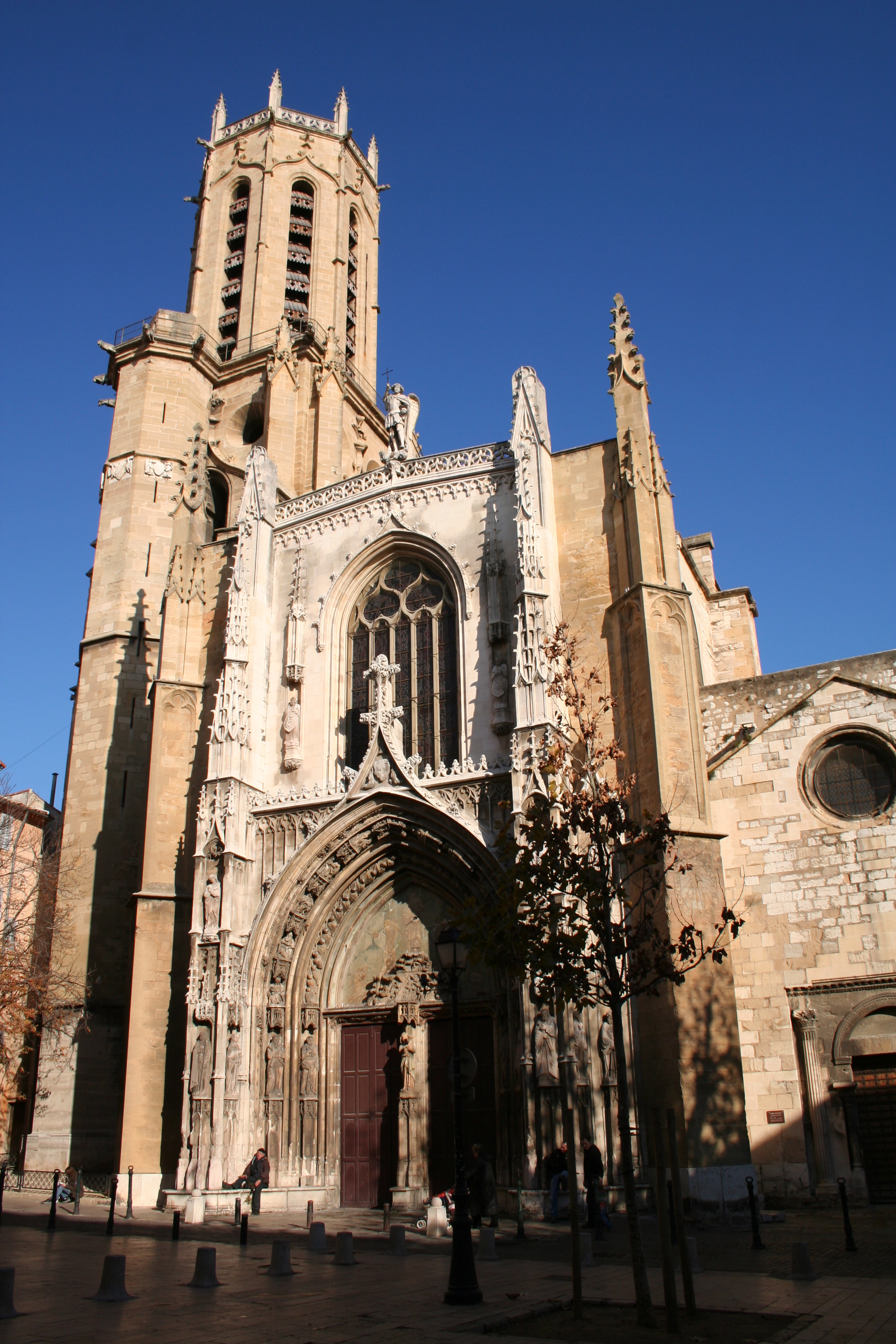
艾克斯主教座堂

艾克斯圣救主主教座堂（Cathédrale Saint-Sauveur d'Aix）是法国南部普罗旺斯的一座天主教教堂，天主教艾克斯总教区的主教座堂，法国国家历史文物。兴建在公元1世纪古罗马市集的遗址上，从12世纪到19世纪多次重建，包括了罗曼式、哥特式和新哥特式风格，古罗马圆柱和6世纪洗礼池的一部分。离米拉波大道一个街区。